# Lee Tae-ho
Lee Tae-ho (* 29. Januar 1961 in Daejeon) ist ein ehemaliger südkoreanischer Fußballspieler und heutiger -trainer.

## Karriere

### Spieler

#### Verein
Nach seiner Zeit in der Mannschaft der Korea University wechselte Lee Anfang 1983 in den Kader des Daewoo FC. Hier feierte er mit seiner Mannschaft in der Saison 1984 und beendete nach der Spielzeit 1992 schließlich auch seine Karriere als Spieler.

#### Nationalmannschaft
Sein erstes bekanntes Spiel für die südkoreanische Nationalmannschaft war im Jahr 1980. Danach wurde er für den Kader bei der Weltmeisterschaft 1986 nominiert. Bei dieser kam er jedoch nicht zum Einsatz. Auch war er Teil des Teams bei der Asienmeisterschaft 1988, als er mit seiner Mannschaft nur knapp im Finale gegen Saudi-Arabien den Titel verpasste. In den folgenden Jahren folgten weniger Einsätze, er war aber auch in der Qualifikation für die Weltmeisterschaft 1990 aktiv und wurde hier auch Teil des Kaders bei der Endrunde. Hier hatte er auch sein letztes Spiel im Nationaltrikot in der Gruppenphase gegen Belgien am 12. Juni 1990.
Er war Teil der Mannschaft bei den Olympischen Spielen 1988 in Seoul.

### Trainer
Nach dem Ende seiner Laufbahn als Spieler trainierte er ab Anfang 1995 und bis Ende 1998 die Mannschaft der Dong-Eui University. Danach fing er ab der Saison 1999 als Co-Trainer bei Daejeon Citizen und ab Oktober 2000 übernahm er hier auch den Posten des Cheftrainers bis zum Ende der Saison 2002.
Ab 2004 arbeitete er dann als Trainer der Shinhan High School und wechselte von dort zur Saison 2008 noch einmal zur Dong-Eui University, wo er bis Ende 2009 verblieb. Im Juni 2011 trainierte er dann kurzzeitig den Manang Marsyangdi Club in Nepal, wurde dann aber ab Juli des Jahres für ein halbes Jahr Nationaltrainer von Taiwan. Nach einer Pause ist er seit Sommer 2015 Trainer beim Gangdong Colleg.